# Бешмертебе
Бешмертебе (азерб. Beşmərtəbə — пятиэтажка) — историческое здание в Баку, столице Азербайджана. Расположено на улице Физули, 15. В 1929 году стало первым многоэтажным зданием города (отчего получило популярное у населения название Бешмертебе — пятиэтажка). Строилось в советский период как жилой многоквартирный дом «Металлист». Так как здание находилось на развилке широкой дороги, здесь же позднее появились первые подземные переходы.
На месте Бешмертебе находился одноэтажный караван-сарай, принадлежавший дочери Аббасгулу Бакиханова, Тогре-ханум. В этом же районе по соседству находился рынок. В 1903 году городская управа решила снести местный рынок из-за антисанитарной и криминогенной обстановки. Позже на расчищенной территории, включавшей руины караван-сарая, было построено здание Бешмертебе. Согласно книге «Архитектура Советского Азербайджана» 1950 года, архитекторы здания — М. С. Финкельштейн и А. М. Шушеров, однако согласно «Азербайджанской национальной энциклопедии» архитектором был А. А. Никитин, использовавший в здании национальные традиции. В настоящее время здание реконструировано, обновлены фасады.

## Виды здания
- Общий вид
- Деталь фасада